# 蘿拉·馬拉諾
蘿拉·馬拉諾（英語：Laura Marano，1995年11月29日—）為一名美國女演員與歌手。她曾出現於影集《失蹤現場》以及《回到你身邊》，兩部都是飾演主要角色的女兒。2011年她主演了迪士尼頻道原創影集《奧斯汀與艾莉》，並飾演女主角艾莉·道森。她的姊姊凡妮莎·馬拉諾也是一名演員。

## 早期生活
蘿拉的父親達米雅諾·馬拉諾（Damiano Marano）為大學教授，母親則為前女演員艾倫·馬拉諾（Ellen Marano）。她的父親有義大利的血統。蘿拉的母親艾倫是阿古拉兒童劇場的所有人。蘿拉在現實生活中就讀於普通的高中：「我就讀於一個真正的高中，而我的朋友都非常支持⋯沒有工作去上學的時候能夠與支持我的朋友在一起感覺非常好。」

## 事業

### 影視
蘿拉首次參與演出是在她五歲的時候。此後，她參與過許多劇院演出，以及廣告代言，並在《靈感應》、《醫學調查》、《心理醫師哈弗》以及《天國的女兒》等影集中擔任小配角，其出演較吃重的角色則是在《失蹤現場》。她也曾經為《海底總動員》以及《冰原歷險記2》配音。2005年，蘿拉在電影《顫慄時空》中扮演姬拉·麗莉所飾演之角色的兒童時期；在另一部電影《男孩我最壞》當中也現過身。2007年，蘿拉在FOX的知名遊戲節目《你比五年級生聰明嗎？》中擔任參賽者，並在FOX的喜劇影集《回到你身邊》當中飾演主要角色。
蘿拉也在電視影集《莎拉·席爾蔓秀》當中出現過幾集，其最初是在試播集飾演莎拉·席爾蔓的兒童時期，而編劇相當喜歡她，所以請她回來飾演另一個叫做海瑟的女孩。在DVD的幕後花絮中，其中一名演員布萊恩·波森提及蘿拉對於其他人的台詞都比那些飾演的演員還要清楚。她在影集《嗜血法医》中飾演珍妮弗·卡本特所飾演之角色的兒童時期，而在NBC影集《超異能英雄》中也是扮演黛安娜·施嘉威德在劇中所飾演之角色的兒童時期。2011年，蘿拉在迪士尼頻道原創影集《奧斯汀與艾莉》中首挑大樑，飾演女主角艾莉·道森。2015年，蘿拉與李艾琳·貝克攜手主演了迪士尼頻道原創電影《亂髮日記》。

### 音樂
2013年，蘿拉為《奧斯汀與艾莉》的電視原聲帶【奧斯汀與艾莉原聲帶2】錄製了4首獨唱及1首與羅斯·林奇的合唱。其中的獨唱歌曲在美國告示牌兒童數位歌曲排行榜中，在11周內自第13名攀升至第6名。〈Redial〉在4周內自第19名攀升了1名來到第18名。同年，蘿拉與羅斯·林奇為迪士尼頻道第三張假期專輯【假期獻禮】合唱了歌曲。2013年11月25日，該歌曲正式以單曲釋出。12月14日，在告示牌假期數位歌曲排行榜中攀升至第50名。蘿拉期望未來能夠在歌唱、舞蹈及作曲上持續努力，並期待能夠在歌舞劇台上演出。2014年，蘿拉演出了英國搖滾團體The Vamps與黛咪·洛瓦特合作的歌曲之MV。2014年2月，蘿拉在專輯【迪士尼頻道大聲唱】中錄製了歌曲；該歌曲在告示牌兒童數位歌曲排行榜中位居第18名。
2015年3月，蘿拉與環球唱片旗下之Big Machine Records簽訂了唱片合約。

## 慈善事業

### 與聯合國兒童基金會合作
2013年8月，蘿拉成為聯合國兒童基金會的萬聖節活動大使。該活動在萬聖節像兒童募款，希望能幫助全世界的兒童。關於該活動，蘿拉表示：「我很興奮能夠在今年的萬聖節鼓勵兒童參與聯合國兒童基金會的挽救生命活動。這個萬聖節活動非常有趣，對兒童來說也能夠輕易地學習到世界性的問題以及幫助其它兒童脫離貧困。」

## 作品列表
| 年份 | 名稱             | 角色          | 備註 |
| ---- | ---------------- | ------------- | ---- |
| 2005 | 顫慄時空         | 潔姬（兒時）  |      |
| 2006 | 冰原歷險記2      | 許多角色      |      |
| 2007 | 黃金魚           | 蘇西          | 短片 |
| 2007 | 男孩我最壞       | 貝卡（兒時）  |      |
| 2015 | 似水流年         | 艾美（兒時）  |      |
| 2017 | 淑女鳥           | 戴安娜·格林威 |      |
| 2019 | 完美約會對象     | 西莉亞·利伯曼 |      |
| 2019 | 拯救佐伊         | Echo          |      |
| 2019 | 灰姑娘的聖誕願望 | 凱特          |      |
| 2020 | 阿公當家         | 咪亞·德克爾   |      |
| 2022 | 皇家浪漫沙龍     | 伊莎貝拉      |      |

| 年份      | 名稱                           | 角色                            | 備註                           |
| --------- | ------------------------------ | ------------------------------- | ------------------------------ |
| 2003–2006 | 失蹤現場                       | 凱特·梅隆                       | 常設角色（第2–4季）            |
| 2004      | 天國的女兒                     | 艾蜜莉                          | 1集（第1季第15集）             |
| 2005      | 醫學調查                       | 布魯克·貝克                     | 1集（第1季第13集）             |
| 2005–2006 | X家族                          | Y探查員                         | 主要角色；配音                 |
| 2006      | 靈感應                         | 奧黛莉                          | 1集（第1季第13集）             |
| 2006      | 心理醫師哈弗                   | 艾蜜莉雅                        | 1集（第2季第12集）             |
| 2006      | 嗜血法医                       | 黛柏拉（兒時）                  | 2集（第1季第4、9集）           |
| 2007      | 你比五年級生聰明嗎？           | 本人                            | 第一季                         |
| 2007–2008 | 回到你身邊                     | 葛蕾熙·卡爾                     | 主要角色（5集）                |
| 2007–2010 | 莎拉·席爾蔓秀                  | 莎拉·席爾蔓（兒時） 海瑟·席爾蔓 | 常設角色（6集）                |
| 2008      | 你好，凱蘭                     | 美美                            | 2集（第1季第119–120集）        |
| 2008      | 加里離婚記                     | 露易絲·布魯克斯                 | 2集（第1季第1–2集）            |
| 2009      | 超異能英雄                     | 愛莉絲·蕭（兒時）               | 1集（第3季第23集）             |
| 2009      | 小神探阿蒙                     | 勞倫                            | 1集（第1季第5集）              |
| 2010      | 少女設計師                     | 茉莉                            | 1集（第2季第4集）              |
| 2010      | 心靈感應                       | 瑪莎                            | 尼克國際兒童頻道未售出之試播集 |
| 2010      | 未來閃影                       | 翠西（兒時）                    | 1集（第1季第13集）             |
| 2010      | 兒童醫院                       | 海莉                            | 1集（第2季第7集）              |
| 2011–2016 | 奧斯汀與艾莉                   | 艾莉·道森                       | 主要角色（87集）               |
| 2012      | 奧斯汀與小潔與艾莉：眾星過新年 | 艾莉·道森                       | 新年特輯                       |
| 2014      | 忍者好小子                     | 瑞秋                            | 2集（第2季第6、15集）；配音    |
| 2014      | 魚樂圈                         | 倉鼠女孩                        | 1集（第3季第14集）；配音       |
| 2014      | 麗芙與麥蒂                     | 獠牙                            | 1集（第1季第16集）             |
| 2015      | 亂髮日記                       | 莫妮卡·瑞福斯                   | 迪士尼頻道原創電影             |
| 2015      | 女孩看世界                     | 艾莉·道森                       | 1集（第2季第18集）             |

## 唱片專輯

### 原聲帶
| 【奧斯汀與艾莉原聲帶2】                      | - 發行日：2013年12月17日 - 形式：CD，數位下載 - 公司：華特迪士尼 | 89 | 6 | 2  |
| 【奧斯汀與艾莉原聲帶3】                      | - 發行日：2015年3月31日 - 形式：CD，數位下載 - 公司：華特迪士尼  | —  | — | 12 |
| "—" 表示沒有上榜或是並沒有公布於該排行榜上。 |                                                                  |    |   |    |

### 單曲發行
| 單曲名稱                             | 年份 | 專輯         |
| ------------------------------------ | ---- | ------------ |
| 〈Words〉                            | 2010 | 不適用       |
| 〈I Love Christmas〉 （與羅斯·林奇） | 2013 | 【假期獻禮】 |

### 其他
| 單曲名稱                            | 年份 | 合作歌手               | 專輯                             |
| ----------------------------------- | ---- | ---------------------- | -------------------------------- |
| 〈Poop Song〉                       | 2010 | 莎拉·席爾蔓            | 【From Our Rears to Your Ears】  |
| 〈Shine〉                           | 2012 | 不適用                 | 【迪士尼仙子：信念、信任與仙塵】 |
| 〈Me and You〉                      | 2013 | 不適用                 | 【奧斯汀與艾莉原聲帶2】          |
| "Parachute〉                        | 2013 | 不適用                 | 【奧斯汀與艾莉原聲帶2】          |
| 〈Redial〉                          | 2013 | 不適用                 | 【奧斯汀與艾莉原聲帶2】          |
| 〈Finally Me〉                      | 2013 | 不適用                 | 【奧斯汀與艾莉原聲帶2】          |
| 〈The Me That You Don't See〉       | 2014 | 不適用                 | 【迪士尼頻道大聲唱】             |
| 〈Austin & Ally Glee Club Mash Up〉 | 2014 | 《奧斯汀與艾莉》卡司群 | 【迪士尼頻道大聲唱】             |
| 〈You Can Come to Me〉              | 2014 | 羅斯·林奇              | 【迪士尼頻道大聲唱】             |
| 〈Can't Do It Without You〉         | 2015 | 羅斯·林奇              | 【奧斯汀與艾莉原聲帶3】          |
| 〈No Place Like Home〉              | 2015 | 不適用                 | 【奧斯汀與艾莉原聲帶3】          |
| 〈Play My Song〉                    | 2015 | 不適用                 | 【奧斯汀與艾莉原聲帶3】          |
| 〈Dance Like Nobody's Watching〉    | 2015 | 不適用                 | 【奧斯汀與艾莉原聲帶3】          |

### MV
| 單曲名稱                      | 年份 | 導演          | 備註                |
| ----------------------------- | ---- | ------------- | ------------------- |
| 〈Heard It on the Radio〉     | 2012 | 麥特·史陶斯基 | 客串；羅斯·林奇之MV |
| 〈The Me That You Don't See〉 | 2013 | 不適用        |                     |
| 〈Somebody to You〉           | 2014 | 埃米爾·納瓦   | 客串；The Vamps之MV |
| 〈For The Ride〉              | 2015 | 不適用        |                     |

## 外部連結
- 官方网站（英文）
- 蘿拉·馬拉諾在互联网电影资料库（IMDb）上的資料（英文）